# Ernst Ocwirk
Ernst Ocwirk (Viena, 7 de março de 1926 — Klein-Pöchlarn, 23 de janeiro de 1980) foi um futebolista e treinador de futebol austríaco, considerado um dos maiores futebolistas austríacos de todos os tempos.
Permaneceu a maior parte do tempo como jogador e treinador de clubes da Áustria e da Itália, notadamente o Austria Viena e Sampdoria. Foi o capitão da Seleção Austríaca que terminou a Copa do Mundo FIFA de 1954 em terceiro lugar.
Apelidado de Clockwork (algo como o mecanismo do relógio, preciso) pela imprensa britânica por sua consistência no meio-campo, Ocwirk é frequentemente citado como o último meio-campista clássico; era conhecido por seu estilo de jogo técnico e refinado, sua habilidade no cabeceio e sua precisão nos passes. Idolatrado pelos fãs por sua modéstia e personalidade ilibada, Ocwirk foi eleito pela mídia internacional da época o "melhor centrocampista do mundo"

## Carreira
Nascido em Viena, Ocwirk iniciou sua carreira como centroavante. Ingressou em seu primeiro clube, FC Stadlau, em 1938. Posteriormente, quando jogava pelo Floridsdorfer AC, fora descoberto pelo então jogador da seleção austríaca Josef Smistik, que o escalou no meio-campo. Smistik tentou levá-lo ao seu clube, o SK Rapid Wien, porém a equipe rival da cidade de Viena, o FK Austria Wien fora mais rápida e contratou Ocwirk em 1947.
Em uma década pelo Austria Vienna, Ocwirk tornou-se um dos mais proeminentes jogadores do clube, ajudando-o a conquistar cinco Campeonatos Austríacos e três Copas da Áustria.
Contratado pelo Sampdoria através de Alberto Ravano, foi o segundo jogador austríaco a jogar na Serie A depois de Engelbert König o haver feito nos anos 40. Também foi o último austríaco na Série A até 1980, quando Herbert Prohaska jogou pela Internazionale. Ocwirk jogou cinco temporadas pelo clube de Genova, onde tornou-se capitão. Em 1961, retornou ao FK Austria para jogar a última temporada de sua carreira, conquistando o bicampeonato nacional em 1961–62.
Ocwirk fora escolhido para integrar a seleção austríaca do século em 2001.

## Carreira na seleção
Ocwirk venceu 62 partidas e marcou seus gols por seu país. Estreou-se pela sua Seleção em 1947 antes de figurar nos Jogos Olímpicos de Verão de 1948 em Londres.
Em 1953, Ocwirk fora escalado como centroavante na Seleção do Resto do Mundo que empatou por 4-4 com a Seleção Inglesa, em jogo comemorativo pelo 90º aniversário da FA. Graças a seu sucesso internacional, coube-lhe a honra de, por duas vezes, ser nomeado capitão da Seleção do Resto do Mundo.
Durante a Copa do Mundo FIFA de 1954, Ocwirk fora capitão da Seleção Austríaca, estando presente em todos os cinco jogos da mesma, ajudando-a a alcançar sua melhor colocação em copas: o terceiro lugar. Marcou dois gols durante o torneio: o primeiro fora na vitória  por 3-0 sobre a Suíça, em jogo válido pelas quartas-de-final, conduzindo a Áustria às semifinais da Copa; e o segundo fora marcado na vitória por 3-1 na disputa do terceiro lugar contra o então campeão mundial, o Uruguai.

## Carreira como técnico
Logo Após aposentar-se dos gramados, Ocwirk tornou-se treinador, sendo a UC Sampdoria a sua primeira equipe, entre 1962 e 1965. Também treinou o 1. FC Köln da Alemanha por um ano, conduzindo o time à final da Copa da Alemanha.

## Morte e legado

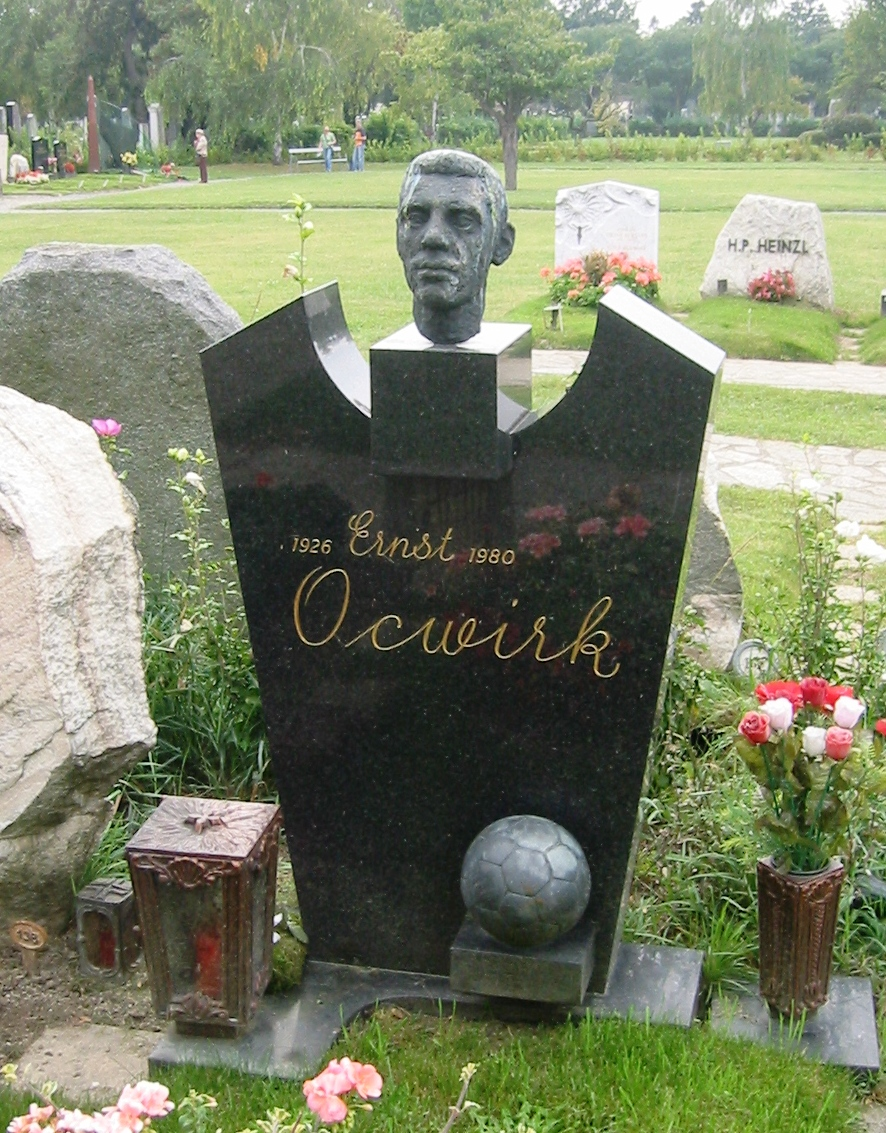
Túmulo de Ocwirk no Cemitério Central de Viena

Em janeiro de 1980, aos 53 anos, Ocwirk veio a falecer, vitimado pela Esclerose Múltipla, em Klein-Pöchlarn, na região da Baixa Áustria. Sua morte, coincidentemente, ocorreu no mesmo dia em que o Mozart do futebol, Matthias Sindelar falecera há 41 anos antes.
Um amistoso fora disputado em julho de 1981 em homenagem a Ernst Ocwirk no Wiener Stadion. As equipes participantes foram: FK Austria Wien, SK Rapid Wien, Ferencváros TC e Bayern de Munique, sendo o Bayern Munich campeão do torneio.

## Títulos
Austria Viena
- Campeonato Austríaco: 1948–49, 1949–50, 1952–53, 1961–62, 1962–63
- Copa da Áustria: 1947–48, 1948–49, 1961–62